# Campanophyllum
Campanophyllum is een monotypisch geslacht van schimmels behorend tot de familie Cyphellaceae. Het bevat alleen Campanophyllum proboscideum.